# 유통 센터

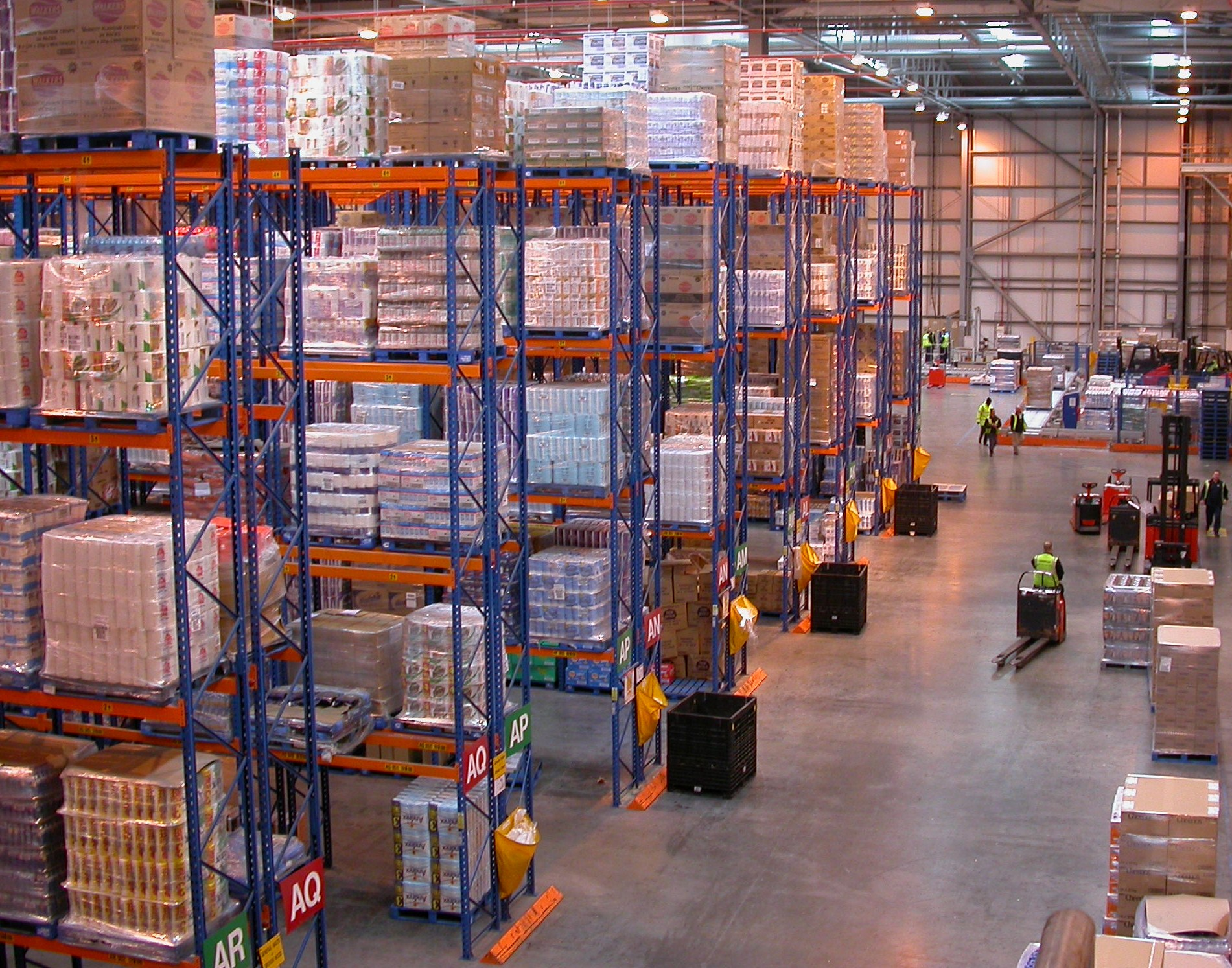
세인즈버리의 유통 센터 (하트퍼드셔 주)

유통 센터(流通 center)는 교통 사정을 완화하고 유통기구의 근대화를 목적으로 도시 주변에 도매상이나 시장 등 유통 관계의 시설을 한 장소에 집결시키는 것을 뜻한다.